# Soyuz TM-15
Soyuz TM-15 foi a 15ª expedição russa à estação espacial Mir, realizada entre julho de 1992 e fevereiro de 1993. Levou entre seus tripulantes um cosmonauta francês, Michel Tognini, resultado da cooperação espacial russo-francesa.

## Tripulação
Lançados
| Posição                | Cosmonauta       | Duração          | Pousou na   |
| ---------------------- | ---------------- | ---------------- | ----------- |
| Comandante             | Anatoli Solovyev | 188d 21h 39m 31s | Soyuz TM-15 |
| Engenheiro de voo      | Sergei Avdeyev   | 188d 21h 39m 31s | Soyuz TM-15 |
| Cosmonauta-pesquisador | Michel Tognini   | 13d 18h 56m 20s  | Soyuz TM-14 |

## Parâmetros da Missão
- Massa: 7 150 kg
- Perigeu: 196 km
- Apogeu: 216 km
- Inclinação: 51.6°
- Período: 88.6 minutos

## Pontos altos da missão
Michel Tognini foi o terceiro francês a visitar uma estação espacial. Ele realizou dez experiências científicas utilizando 300 kg de equipamentos entregues pelos voos da Progress-M e passou três semanas no espaço, como parte de uma cooperação espacial em andamento entre a Rússia e a França.